# José Vilaplana
José Vilaplana Blasco (Benimarfull (Alicante), 5 de diciembre de 1944) es un obispo español. Entre los años 1984 y 1991 fue obispo auxiliar de Valencia, entre 1991 y 2006 obispo de Santander y desde 2006 hasta 2020 obispo de la  Diócesis de Huelva, en la que queda como Administrador Apostólico. Pasa a ser Obispo Emérito de la misma el 25 de julio de 2020, por la toma de posesión de su sustituto, Santiago Gómez Sierra. 

## Biografía
Nació en Benimarfull (Alicante, España), pueblo perteneciente a la archidiócesis de Valencia, en la comarca del Condado de Cocentaina (Comunidad Valenciana) el 5 de diciembre de 1944. Cursó sus estudios eclesiásticos en el Seminario Metropolitano de Valencia y fue ordenado sacerdote el 25 de mayo de 1972. En los años 1980 y 1981 realizó estudios de teología espiritual en la Universidad Gregoriana de Roma.

### Presbítero
Empezó a ejercer su ministerio como coadjuntor en las parroquias de Cristo Rey y de Santa María Magdalena de Beniopa en Gandía (1972-1974). Posteriormente fue nombrado rector del Seminario Menor Diocesano de Valencia en Játiva y responsable del Instituto de BUP de la misma población hasta 1980.
Durante tres años su tarea pastoral se centró en las parroquias de Penáguila, Benifallim y Alcolecha, en la comarca de Hoya de Alcoy, y el 1984 rigió la parroquia de Sant Mauro y Sant Francesc en Alcoy. Simultáneamente ejercía la función de vicario episcopal.

### Obispo
El 20 de noviembre de 1984 fue nombrado obispo auxiliar de Valencia y recibió la ordenación episcopal el 27 de diciembre de ese mismo año.
El 23 de agosto de 1991 fue trasladado a la sede episcopal de la diócesis de Santander y en 17 de julio de 2006 fue nombrado obispo de Huelva. La casa de cultura de su pueblo natal, inaugurada en 1999, lleva su nombre. Actualmente es presidente de la Comisión Episcopal del Clero de la Conferencia Episcopal Española.
El 15 de junio de 2020, el papa Francisco aceptó su renuncia por edad, nombrando para sustituirlo en la diócesis de Huelva a monseñor Santiago Gómez Sierra, hasta entonces obispo auxiliar de la Archidiócesis de Sevilla. En 2022 fue nombrado hijo adoptivo de Huelva.

### Conferencia Episcopal
Era miembro de la Comisión Episcopal de Pastoral desde 1996, cargo para el que fue reelegido en la Asamblea Plenaria de marzo de 2017 hasta marzo de 2020. Anteriormente, fue presidente de esta Comisión y de la Comisión Episcopal del Clero.
Ha sido miembro de la Comisión Episcopal para la Vida Consagrada (2020-2024).